# Африканський Союз
Африканський Союз (АС, офіційне скорочення AU англійською мовою і UA рештою робочих мов) — міжурядова організація, що складається з 55 африканських країн. Організація була заснована 9 липня 2002 року як спадкоємиця об'єднаних Африканської Економічної Спільноти (AEC) і Організації Африканської Єдності (OAU). Адміністративний центром організації є місто Аддис-Абеба, столиця Ефіопії. Серед планів Африканського Союзу введення єдиної валюти (афро) та створення спільних збройних сил, як і інших атрибутів країни, таких як кабінет міністрів при голові урядової організації. Метою Союзу є допомога забезпечення в країнах Африки демократії, прав людини і стабільної економіки та, особливо, забезпечення припинення всіх міжафриканських конфліктів та створення ефективного спільного ринку.

## Огляд
До Африканського Союзу входять усі країни континенту. 1984 року Марокко демонстративно вийшла з Організації Африканської Єдності (попередниці Африканського Союзу), протестуючи проти визнання Західної Сахари (під назвою Арабської Демократичної Республіки Сахраві) та надання їй членства в організації. Проте, Марокко зберігала особливий статус у межах АС і користувалася деякими службами Союзу, такими як Африканський Банк Розвитку. Делегати від Марокко також брали участь у важливих функціях АС та продовжували переговори щодо розв'язання конфліктів з Фронтом Полісаріо в Алжирі та Вільною зоною Західної Сахари. 2016 року Марокко заявила про своє бажання знов приєднатися до Африканського Союзу, сподіваючись зсередини впливати на політику АС щодо Західної Сахари.31 січня 2017 року, на 28-му саміті Африканського Союзу Марокко було знов прийнято до лав організації.
Першою військовою операцією АС на територію країни-члена було розміщення миротворців із ПАР, Ефіопії та Мозамбіку в Бурунді в травні 2003 року з метою забезпечення виконання мирного договору (див. Місія Африканського Союзу в Бурунді). Війська АС також були направлені до Судану із спробою забезпечити перемир'я у Дарфурському конфлікті. Зараз (2008) планується направлення військ до Сомалі, куди вже прибули миротворці з Уганди.
У межах АС були прийняті ряд важливих документів, що встановлюють низку норм та правил в масштабі континенту, були доповнено ряд попередніх. Серед цих документів Африканська конвенція про запобігання корупції та боротьбу з нею (2003) і Африканський статут щодо демократії, виборів та державного управління (2007), також як і Нове партнерство для розвитку Африки та пов'язана з ним Декларація про демократію, політичне, економічне та корпоративне управління.

## Членство

### Країни-члени
До Африканського Союзу входять такі країни:
| Алжир Ангола Бенін Ботсвана Бурунді Габон Гамбія Гана Гвінея-Бісау ДР Конго Джибуті Екваторіальна Гвінея Есватіні Ефіопія Єгипет Замбія Західна Сахара |  | Зімбабве Кабо-Верде Камерун Кенія Коморські Острови Кот-д'Івуар Лесото Ліберія Лівія Малаві Малі Мадагаскар Маврикій Мавританія Марокко Мозамбік Намібія Нігер |  | Нігерія ПАР Південний Судан Республіка Конго Руанда Сан-Томе і Принсіпі Сейшельські Острови Сенегал Сомалі Судан Сьєрра-Леоне Танзанія Того Туніс Уганда Центральноафриканська Республіка Чад |

### Країни з призупиненим членством
Гвінея
 Буркіна-Фасо

## Структура
Африканський Союз, африканський еквівалент Європейського Союзу або Організації Американських Держав, має як політичні, так і адміністративні органи управління. Найвищим органом АС є Асамблея глав держав та урядів, яка визначає політику організації, встановлює її пріоритети та спостерігає за реалізацією її рішень. Зокрема, вона щорічно обирає Голову та заступника Голови Комісії Африканського союзу, призначає комісарів і визначає їх функції і терміни повноважень, затверджує бюджет АС тощо.
Виконавчий комітет стежить за виконанням рішень Асамблеї. Він складається з міністрів закордонних справ країн-членів та приймає рішення на основі консенсусу або, якщо консенсус не є можливим, більшістю у дві третини голосів держав-членів.
Поточними справами організації керують Комітет постійних представників, в якому представлені всі країни-члени АС, та Комісія Африканського союзу, що складається з чиновників, обраних на чотирирічний термін з можливістю одноразового переобрання.
Комісії АС:
- з миру і безпеки;
- з політичних справ;
- з інфраструктури та енергетики;
- з соціальних питань;
- з питань торгівлі та промисловості;
- з сільськогосподарських питань;
- з питань економіки;
- з людських ресурсів, науки та технології;
- з питань гендерного розвитку;
- з питань громадянського суспільства та діаспори;
- з юридичних питань.

Також в рамках Африканського Союзу діє Панафриканський Парламент та Економічна, соціальна і культурна рада (англ. — ECOSOCC).

## Регіональні союзи
Африканський Союз підтримує регіональне співробітництво своїх членів. Станом на 2020 рік було вісім Офіційно визнаних Союзом регіональних організацій, кожна з яких скріплена окремим договором:
- Союз Арабського Маґрибу (AMU)
- Економічне співтовариство країн Східної та Південної Африки (COMESA)
- Community of Sahel-Saharan States (CEN-SAD)
- Східноафриканське співтовариство (EAC)
- Економічне співтовариство країн Центральної Африки (ECCAS)
- Економічне співтовариство країн Західної Африки (ECOWAS)
- Intergovernmental Authority on Development (IGAD)
- Співтовариство розвитку Півдня Африки (SADC)

## Цілі та принципи
Згідно з Установчим актом Африканського союзу цілями організації є:
- зміцнення єдності та солідарності африканських держав і народів Африки;
- захист суверенітету, територіальної цілісності та незалежності держав-членів;
- прискорення політичної та соціально-економічної інтеграції континенту;
- просування та відстоювання загальних позицій з питань, що становлять інтерес для континенту та його народів;
- сприяння міжнародному співробітництву відповідно до Статуту ООН і Загальної декларації прав людини;
- зміцнення миру, безпеки та стабільності на континенті;
- зміцнення та захист прав людини відповідно до Африканської хартії прав людини та народів та іншими інструментами по забезпеченню прав людини;
- створення необхідних умов, завдяки яким континент зможе займати гідне місце в глобальній економіці і в міжнародних переговорах;
- сприяння сталому розвитку на економічному, соціальному і культурному рівнях, а також інтеграції африканських економік;
- сприяння співробітництву у всіх сферах людської діяльності з метою підвищення рівня життя населення Африки;
- координація та гармонізація політики між існуючими і майбутніми регіональними економічними спільнотами з метою поступово досягнення цілей Африканського союзу;
- прогрес у розвитку континенту через сприяння у наукових дослідженнях у всіх сферах, насамперед у сфері науки і технологій;
- співробітництво з відповідними міжнародними партнерами в діяльності з викорінення хвороб та сприяння здоровому способу життя на континенті.

Згідно з Установчим акту Африканського союзу принципами діяльності організації є:
- суверенна рівність і взаємозалежність між державами-членами Африканського союзу;
- повага державних кордонів, які існували на момент отримання державами незалежності;
- участь африканських народів у діяльності Африканського союзу;
- вироблення спільної оборонної політики для африканського континенту;
- мирне вирішення конфліктів між державами-членами Союзу допомогою відповідних заходів, схвалених Асамблеєю Африканського Союзу;
- заборона на застосування сили і погрози силою між державами-членами Союзу;
- невтручання держав-членів у внутрішні справи інших держав;
- право Союзу втручання в справи держави-союзу за рішенням Асамблеї організації в разі військових злочинів, геноциду і злочинів проти людяності;
- мирне співіснування держав-членів та їх право існувати у світі і безпеки;
- право держав-членів звернутися до організації з проханням про її втручання в справи держави з метою відновлення миру та безпеки;
- сприяння самодостатності в рамках Союзу;
- сприяння рівності статей;
- повага демократичних принципів, прав людини, верховенства закону та сумлінного державного управління;
- сприяння соціальній справедливості з метою забезпечення збалансованого економічного розвитку;
- повага недоторканності людського життя, засудження та відмова від безкарності і політичних вбивств, актів тероризму та підривної діяльності;
- осуд і відмова від неконституційної зміни урядів.

## Голови Асамблеї Африканського союзу
| Голова                       | Країна               | Час головування          |
| ---------------------------- | -------------------- | ------------------------ |
| Табо Мбекі                   | ПАР                  | липень 2002-липень 2003  |
| Жоакім Чіссано               | Мозамбік             | липень 2003-липень 2004  |
| Олусегун Обасанджо           | Нігерія              | липень 2004-грудень 2005 |
| Дені Сассу-Нгессо            | Республіка Конго     | січень 2006-січень 2007  |
| Джон Куфуор                  | Гана                 | січень 2007-січень 2008  |
| Джакайя Кіквете              | Танзанія             | січень 2008-січень 2009  |
| Муаммар Каддафі              | Лівія                | січень 2009-січень 2010  |
| Бінгу ва Мутаріка            | Малаві               | січень 2010-січень 2011  |
| Теодоро Обіанг Нгема Мбасого | Екваторіальна Гвінея | січень 2011-січень 2012  |
| Томас Яї Боні                | Бенін                | січень 2012-січень 2013  |
| Гайле Мар'ям Десалень        | Ефіопія              | січень 2013-січень 2014  |
| Мохаммед ульд Абдель Азіз    | Мавританія           | січень 2014-січень 2015  |
| Роберт Мугабе                | Зімбабве             | січень 2015-січень 2016  |
| Ідріс Дебі                   | Чад                  | січень 2016-січень 2017  |
| Альфа Конде                  | Гвінея               | січень 2017-січень 2018  |
| Поль Кагаме                  | Руанда               | січень 2018-лютий 2019   |
| Абдель Фаттах ас-Сісі        | Єгипет               | лютий 2019-лютий 2020    |
| Сиріл Рамафоса               | ПАР                  | лютий 2020-лютий 2021    |
| Фелікс Чісекеді              | ДР Конго             | лютий 2021-лютий 2022    |

## Саміти Африканського Союзу
| Самміт                            | Країна проведення    | Місто        | Дата                          | Тема |
| --------------------------------- | -------------------- | ------------ | ----------------------------- | --- |
| 33й                               | Ефіопія              | Аддис-Абеба  | 9-10 лютого 2020              | «Silencing the guns: creating conducive conditions for Africa's development'»                                                                        |
| 12 Extraordinary Summit on AfCFTA | Нігер                | Ніамей       | 4-8 липня 2019                | «Refugees, Returnees and Internally Displaced Persons: Towards Durable Solutions to Forced Displacement in Africa»                                   |
| 32                                | Ефіопія              | Аддис-Абеба  | 10-11 лютого 2019             | «Refugees, Returnees and Internally Displaced Persons: Towards Durable Solutions to Forced Displacement in Africa»                                   |
| 11 Extraordinary Summit on AfCFTA | Ефіопія              | Аддис-Абеба  | 5-18 листопада 2018           | |
| 31                                | Мавританія           | Нуакшот      | 25 червня-2 липня 2018        | «Winning the Fight against Corruption: A Sustainable Path to Africa's Transformation»                                                                |
| 10 Extraordinary Summit on AfCFTA | Руанда               | Кігалі       | 17-21 березня 2018            | «Creating One African Market» |
| 30                                | Ефіопія              | Аддис-Абеба  | 22–29 січня 2018              | «Winning the Fight against Corruption: A Sustainable Path to Africa's Transformation»                                                                |
| 29                                | Ефіопія              | Аддис-Абеба  | 27 червня–4 липня 2017        | «Harnessing the Demographic Dividend through Investments in Youth»                                                                                   |
| 28                                | Ефіопія              | Аддис-Абеба  | 22–31 січня 2017              | «Harnessing the Demographic Dividend through investments in Youth»                                                                                   |
| 27                                | Руанда               | Кігалі       | 10–18 липня 2016              | «African Year of Human Rights with particular focus on the Rights of Women»                                                                          |
| 26                                | Ефіопія              | Аддис-Абеба  | 21–31 січня 2016              | «African Year of Human Rights with particular focus on the Rights of Women»                                                                          |
| Third India-Africa Forum Summit   | Індія                | Нью-Делі     | 26–29 жовтня 2015             | Reinvigorated Partnership-Shared Vision |
| 25                                | ПАР                  | Йоганнесбург | 7–15 червня 2015              | «Year of Women Empowerment and Development Towards Africa's Agenda 2063»                                                                             |
| 24                                | Ефіопія              | Аддис-Абеба  | 23–31 січня 2015              | «Year of Women Empowerment and Development Towards Africa's Agenda 2063»                                                                             |
| 2 Africa-Turkey Summit            | Екваторіальна Гвінея | Малабо       | 19–21 листопада 2014          | «A new model of partnership to enhance a sustainable development and integration of Africa»                                                          |
| 23                                | Екваторіальна Гвінея | Малабо       | 20–27 червня 2014             | «Year of Agriculture and food security» |
| 22                                | Ефіопія              | Аддис-Абеба  | 21–31 січня 2014              | «Year Agriculture and food security, Marking 10th Anniversary of the Adoption of the Comprehensive Africa Agriculture Development Programme (CAADP)» |
| Extraordinary Summit on the ICC   | Ефіопія              | Аддис-Абеба  | 11–12 жовтня 2013             | «Africa's relationship with the ICC» |
| 21                                | Ефіопія              | Аддис-Абеба  | 19–27 травня 2013             | «Panafricanism and African Renaissance» |
| 20                                | Ефіопія              | Аддис-Абеба  | 27–28 січня 2013              | «Panafricanism and African Renaissance» |
| Diaspora Summit                   | ПАР                  | Sandton      | 23–25 травня 2012             | «Towards the realisation of a united and integrated Africa and its diaspora»                                                                         |
| 19                                | Ефіопія              | Аддис-Абеба  | 9–16 липня 2012               | «Boosting Intra-African trade» |
| 18                                | Ефіопія              | Аддис-Абеба  | 23–30 січня 2012              | «Boosting Intra-African trade» |
| 17                                | Екваторіальна Гвінея | Малабо       | 23 червня–1 липня 2011        | «Youth empowerment for sustainable development» |
| 2 Africa-India Summit             | Ефіопія              | Аддис-Абеба  | 20–25 травня 2011             | «Enhancing partnership: shared vision» |
| 16                                | Ефіопія              | Аддис-Абеба  | 24–31 січня 2011              | «Towards greater unity and integration through shared values»                                                                                        |
| 15                                | Уганда               | Кампала      | 19–27 липня 2010              | «Maternal, Infant, and Child Health and Development in Africa»                                                                                       |
| 14                                | Ефіопія              | Аддис-Абеба  | 25 січня–2 лютого 2010        | «Information and Communication Technologies (ICT) in Africa: Challenges and Prospects for Development»                                               |
| 13                                | Лівія                | Сирт         | 24 червня–3 липня 2009        | «Investing in Agriculture for Economic Growth and Food Security»                                                                                     |
| 12                                | Ефіопія              | Аддис-Абеба  | 26 січня–3 лютого 2009        | «Infrastructure Development in Africa» |
| 11                                | Єгипет               | Шарм-еш-Шейх | 24 червня–1 липня 2008        | «Meeting the Millennium Development Goals on Water and Sanitation»                                                                                   |
| 10                                | Ефіопія              | Аддис-Абеба  | 25 січня–2 лютого 2008        | «Industrial Development of Africa» |
| 9                                 | Гана                 | Аккра        | 25 червня–6 липня 2007        | «Grand Debate on the Union Government» |
| 8                                 | Ефіопія              | Аддис-Абеба  | 22–30 січня 2007              | 1. Science, Technology and Scientific Research for Development 2. Climate change in Africa                                                           |
| 7                                 | Гамбія               | Банжул       | 25 червня–2 липня 2006        | «Rationalisation of Recs and Regional Integration»                                                                                                   |
| 6                                 | Судан                | Хартум       | 16–24 січня 2006              | «Education and Culture» |
| 5                                 | Лівія                | Сирт         | 28 червня 2005–29 червня 2005 | |
| Extraordinary summit on UN Reform | Ефіопія              | Аддис-Абеба  | 4 серпня 2005                 | |
| 4                                 | Нігерія              | Абуджа       | 24–31 січня 2005              | |
| 3                                 | Ефіопія              | Аддис-Абеба  | 6–8 липня 2004                | |
| 2                                 | Мозамбік             | Мапуту       | 2–12 липня 2003               | |
| 1                                 | ПАР                  | Дурбан       | 28 червня–10 липня 2002       | «Peace, Development and Prosperity: The African Century»                                                                                             |

## Китай та Африканський Союз
Китай розглядає Африканський Союз як одного з ключових партнерів на африканському континенті. 1996 року Голова КНР Цзянь Цземінь відвідав штаб-квартиру Організації африканської єдності (попередниці АС), де виголосив промову під назвою «На шляху до нової історичної ери китайсько-африканської дружби». В ній він виклав п'ять принципів співробітництва Китаю з країнами Африки:
- прагнення до щирої дружби та надійного партнерства;
- рівність у стосунках, взаємоповага до суверенітету та невтручання у внутрішні справи один одного;
- прагнення до спільного розвитку на основі взаємної вигоди;
- розширення співробітництва у міжнародних справах;
- погляд у майбутнє та створення нового блискучого світу[56].

У новому столітті контакти між офіційними особами Китаю та Африканського Союзу відбуваються на регулярній основі. У березні 2015 року КНР відкрила посольство при Африканському Союзі. Першим китайським послом при організації став Кван Вейлін. У вересні 2018 року представництво АС відкрилося у Пекіні.
Співробітництво Китаю з Африканським Союзом вийшло на новий рівень, коли 2012 року КНР збудував для організації нову штаб квартиру в Аддис-Абебі, вартістю у $200 млн. 2018 року ця будівля опинилася у центрі скандалу після публікації у французькій газеті Ле Монд, в якій стверджувалося, що Китай оснастив електронні системи штаб-квартири АС шпигунським обладнанням, яке надсилало всю зібрану інформацію на сервери у Шанхаї.

## Україна та Африканський Союз
У 2016 році Україна отримала статус спостерігача при Африканському Союзі. 22 червня 2016 року тимчасовий повірений у справах України в Ефіопії Михайло Кириченко вручив акредитаційного листа голові Африканського Союзу Нкосазані Дламіні-Зумі.

## Мови
Конституційний акт Африканського Союзу проголосив робочими арабську, англійську, французьку, португальську та африканські мови «за можливості». Протокол, що вніс зміни в Конституційний акт, прийнятий у 2003 додав до цього переліку іспанську, суахілі та «будь-яку африканську мову», а також означив шість мов як офіційні, а не робочі. Практично, переклад документів Союзу навіть на чотири робочі мови створює значні затримки й проблеми.
Заснована у 2001 Африканська академія мов пропагує використання й зміцнення африканських мов серед народів Африки.